# Martín Oscabio
Martín Oscabio O.F.M (¿?-15 de agosto de 1324, Huesca) fue un eclesiástico aragonés que llegó a ejercer como obispo de Huesca tras la muerte de Martín López de Azlor.

## Obispado
Fue elegido tras la muerte de Martín López de Azlor el 23 de marzo de 1313, posteriormente el 16 de marzo de 1314 consagró el altar de la Iglesia de Nuestra Señora de Salas en Huesca, también conocida como Nuestra Señora de la Huerta. 
El 18 de julio de 1318, el obispo Pedro López de Luna siguiendo los planes del rey Jaime II, consiguió que el papa Juan XXII elevara la sede episcopal de Zaragoza al rango de archidiócesis, separándola de la Archidiódesis de Tarragona, incluyendo dentro de la nueva provincia eclesiástica varios obispados, entre ellos el de Huesca, aunque no consiguió la creación del obispado de Barbastro, algo que también se encontraba dentro de los planes del monarca aragonés pero a lo que el obispo oscense se opuso.
En el 1321 firmó una concordia con el abad de Montearagón, Ramón de Aniñón, donde acordaban los puntos de jurisdiccón entre ambos.

## Muerte y sucesión
Aunque hay fuentes que citan su muerte en el 1324 hay otras que simplemente dicen que su elección fue anulada por el papa Juan XXII y nombró como obispo a Gastón de Montcada, canónigo de Barcelona y hermano de la reina Elisenda quien a su vez estaba casada con Jaime II de Aragón.